# NGC 3828
NGC 3828 је спирална галаксија у сазвежђу Лав која се налази на NGC листи објеката дубоког неба.
Деклинација објекта је + 16° 29' 16" а ректасцензија 11h 42m 58,3s. Привидна величина (магнитуда) објекта NGC 3828 износи 14,8 а фотографска магнитуда 15,6. NGC 3828 је још познат и под ознакама MCG 3-30-57, CGCG 97-75, PGC 36376.